# Oberamt Lahr
Das Oberamt Lahr war in napoleonischer Zeit eine Verwaltungseinheit im Süden des Landes Baden. Es bestand von 1803 bis 1810.

## Geschichte

### Historischer Hintergrund

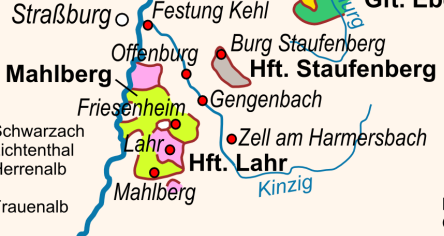
Die Herrschaft Lahr und die altbadischen Besitzungen in der Region.

Das in der südlichen Ortenau im Übergangsbereich der Oberrheinischen Tiefebene im Westen und dem mittleren Schwarzwald im Osten gelegene Amt hatte seine Wurzeln in der im Mittelalter aus einer Teilung des Hauses Geroldseck hervorgegangenen Unteren Herrschaft Lahr, deren Zentrum die Burg Lahr bildete. Nach dem Aussterben der geroldseckschen Nebenlinie kam es unter den Erben zu einem komplizierten Prozess um die Nachfolge, an deren Ende 1629 eine Aufteilung der hieraus entstandenen Herrschaft Lahr-Mahlberg stand. Der Süden kam zur Markgrafschaft Baden-Baden und entwickelte sich zum Oberamt Mahlberg, der Norden fiel als Herrschaft Lahr an das Haus Nassau.

### Zeit seines Bestehens
Mit dem Reichsdeputationshauptschluss von 1803 konnte die zum Kurfürstentum aufgewertete Markgrafschaft Baden erhebliche Gebietsgewinne verzeichnen. Dessen Regierung erließ daraufhin kurz nacheinander mehrere Organisationsedikte, von denen zwei die neue Verwaltungsstruktur des Landes festlegten. Im dritten von ihnen wurde das Land in drei Provinzen untergliedert, im sechsten die darunter gelagerte Ebene behandelt. Für den geographisch gesehen mittleren Bereich, in deren Zentrum die Gebiete der altbadischen Markgrafschaften Baden-Baden und Baden-Durlach standen, war es die Provinz der Markgrafschaft, auch Badische Markgrafschaft genannt. Es folgte, neben einer Obervogtei, die Ausweisung von fünf Landvogteien. Letzteren wurden jeweils mehrere Ämter zugewiesen. Bis zur Errichtung dieser Landvogteien blieben bestehende Oberämter übergangsweise erhalten (oder wurden neu errichtet), die Teile der künftigen Landvogteien umfassten. Für den Bereich der Landvogtei Hochberg, der insgesamt fünf künftige Ämter zugeordnet wurden, waren es die noch aufzuteilenden Oberämter Hochberg (zwei) und Mahlberg (drei). Letzterem wurden, neben der mittlerweile Nassau-Usingen gehörenden Hälfte, noch die vom Fürstbistum Straßburg an Baden gefallene Herrschaft Ettenheim mitsamt dem Klosteramt Ettenheimmünster zugeteilt.
Eines dieser drei Ämter war das Oberamt Lahr. Da es nicht zur Errichtung der Landvogtei kam, blieb das Oberamt Mahlberg zunächst erhalten. Im Sommer 1807 wurde das Oberamt Lahr ausgegliedert. Im Rahmen der Verwaltungsgliederung des Landes wurden sowohl Lahr als auch Mahlberg der auch Badische Markgrafschaft genannten Provinz des Mittelrheins unterstellt.
In Umsetzung des Novemberedikts von 1809 entstand aus dem Oberamt Lahr Anfang 1810 das Amt Lahr, das dem neu errichteten Kinzigkreis zugeteilt wurde.

## Orte und Einwohnerzahlen
1805 wurde von folgenden Ortschaften und Einwohnerzahlen berichtet:
| Gemeinde                     | Einwohnerzahl |
| ---------------------------- | ------------- |
| Lahr                         | 3.300         |
| Burgheim                     | 300           |
| Dinglingen, mit Langenwinkel | 600           |
| Friesenheim                  | 1.259         |
| Heiligenzell                 | 293           |
| Hugsweier                    | 400           |
| Ichenheim                    | 839           |
| Mietersheim                  | 100           |
| Oberschopfheim               | 808           |
| Oberweier                    | 469           |
| Sulz, mit Langenhard         | 715           |

Das ursprünglich hierzu zählende Wallburg war bereits 1804 dem Amt Ettenheimmünster zugeteilt worden. Im Sommer 1807 kam noch das neu an Baden gefallene Schuttern zum Oberamt Lahr.

## Leiter der Verwaltung

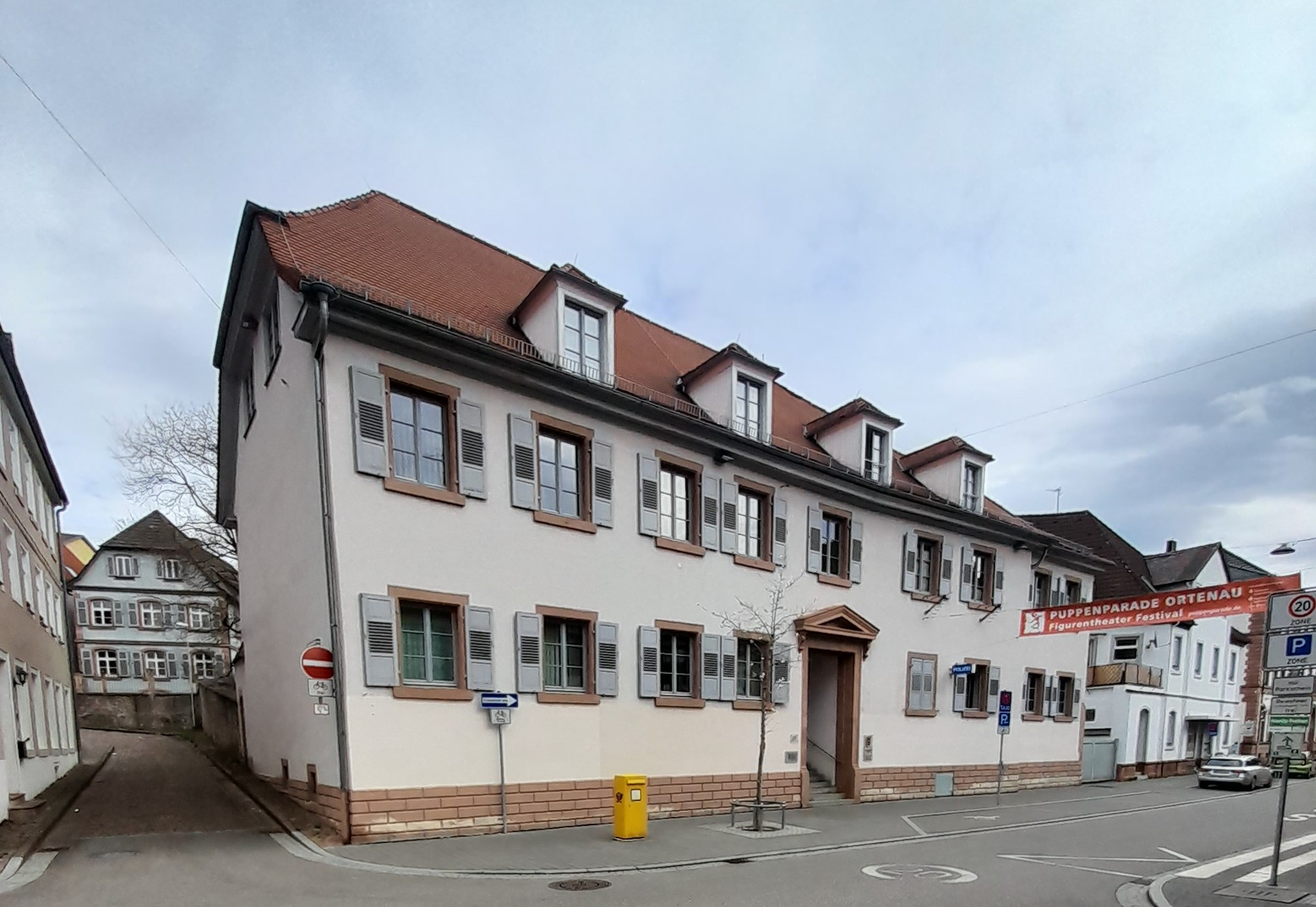
Sitz des Oberamtes

Mit der Leitung beauftragt, zunächst mit dem Charakter eines Hofrates, wurde Wilhelm Carl Christian Bausch. Ende 1807 wurde er zum Oberamtsrat befördert. Sein Amtssitz war, wie bereits in nassauischer Zeit, das heutige Polizeirevier in der Friedrichstraße 17.

## Weitere Entwicklung
Das Amt Lahr entwickelte sich später zum Bezirksamt Lahr, aus dem 1939 der Landkreis Lahr hervorging. Er wurde Anfang 1973 aufgelöst, seither zählen die Orte des ehemaligen Oberamtes Lahr zum Ortenaukreis.